# Кошев, Алий Юсуфович
Кошев Алий Юсуфович (01.09.1922 — 13.01.1971) — Герой Советского Союза, сапёр 90-го отдельного сапёрного батальона, 3-й танковый корпус, 2-я танковая армия, ефрейтор.

## Биография
Алий Юсуфович Кошев  родился 1 сентября 1922 года в ауле Блечепсин, Кошехабльский район, Республика Адыгея в семье крестьянина. Адыг (черкес). Окончил 8 классов. Работал почтальоном-письмоносцем, затем секретарём правления колхоза.
В Красной Армии с 18 октября 1941 года. На фронте с октября 1941 года. Воевал сапёром, старшиной сапёрной роты на Южном, Северо-Кавказском, Закавказском, Центральном, 1-м Украинском, 2-м Украинском, и 1-м Белорусском фронтах. Член КПСС с 1944 года.
Участвовал:
- — в боях на реке Миус, в обороне Ростова, в строительстве инженерных объектов и боях на Кавказе — в 1941-42 годах;
- — в боях на Курской дуге в районе станции Поныри, в освобождении Левобережной Украины и форсировании рек Десна, Днепр, Припять — в 1943;
- — в Корсунь-Шевченковской и Уманско-Ботошанской операциях, в форсировании реки Днестр и освобождении Молдавии и Румынии — в 1944;
- — в Варшавско-Познанской, Восточно-Померанской и Берлинской операциях — в 1945.

С 1945 года старшина А. Ю. Кошев — в запасе. Жил в Майкопе. Работал директором Дома колхозников.
Умер 13 января 1971 года в Майкопе. Похоронен на родине в ауле Блечепсин, Кошехабльский район, Республика Адыгея.

## Подвиг
Сапёр 90-го отдельного сапёрного батальона, 3-й танковый корпус, 2-я танковая армия, ефрейтор Кошев Алий Юсуфович отличился при переправе танков на пароме через Днестр в районе города Сороки (Республика Молдавия) в марте 1944 года.
Осколками снарядов был повреждён канат. Паром стало сносить по течению. Кошев бросился в холодную воду, пытаясь достать канат, который зацепился за подводную сваю. Нырнув в третий раз, достал конец тяжёлого каната и закрепил на пароме. Танки были спасены.
Указом Президиума Верховного Совета СССР от 13 сентября 1944 года за образцовое выполнение боевых заданий командования на фронте борьбы с немецко-фашистскими захватчиками и проявленные при этом мужество и героизм ефрейтору Кошеву Алию Юсуфовичу присвоено звание Герой Советского Союза с вручением ордена Ленина и медали «Золотая Звезда» (№ 4566).

## Награды
- Герой Советского Союза[1];
- орден Ленина (13.09.1944);
- медаль «За отвагу» (18.08.43);
- медаль «За оборону Кавказа» (25.04.1945)[2]
- Медаль «За доблестный труд. В ознаменование 100-летия со дня рождения Владимира Ильича Ленина»;
- Медаль «За победу над Германией в Великой Отечественной войне 1941—1945 гг.» (9 мая 1945[3]);
- Юбилейная медаль «Двадцать лет Победы в Великой Отечественной войне 1941—1945 гг.» (7 мая 1965[4]);
- другими медалями.

## Память
- Имя Героя высечено золотыми буквами в зале Славы Центрального музея Великой Отечественной войны в Парке Победы города Москва.
- На могиле установлен надгробный памятник.
- Имя Героя носят улицы в Тлюстенхабле, Блечепсине и школа № 5 в родном ауле.
- В Блечепсине перед зданием школы установлен его бюст.
- В Майкопе, на фасаде дома, где жил Герой (ул. Ленина, 10), установлена мемориальная доска.